# Inventum Towarzystwo Funduszy Inwestycyjnych
Inventum Towarzystwo Funduszy Inwestycyjnych S.A. (wcześniej Idea Towarzystwo Funduszy Inwestycyjnych S.A. i Górnośląskie Towarzystwo Funduszy Inwestycyjnych S.A.) – byłe towarzystwo funduszy inwestycyjnych (TFI) zarządzające funduszami inwestycyjnymi. Spółka akcyjna notowana była na Giełdzie Papierów Wartościowych w Warszawie.

## Historia
Towarzystwo powstało w październiku 1999 roku jako pierwsze towarzystwo funduszy inwestycyjnych z całkowicie polskim kapitałem, pod nazwą Górnośląskie Towarzystwo Funduszy Inwestycyjnych S.A. Z dniem 16 stycznia 2007 roku zmianie uległa nazwa Towarzystwa na Idea Towarzystwo Funduszy Inwestycyjnych S.A. (Idea TFI S.A.). 22 września 2008 roku Towarzystwo zostało przejęte przez Dom Maklerski IDM SA. 22 lutego 2011 spółka zadebiutowała na warszawskiej GPW.
W dniu 7 października 2014 r. Komisja Nadzoru Finansowego cofnęła zezwolenie na prowadzenie działalności przez INVENTUM Towarzystwo Funduszy Inwestycyjnych S.A. Było to pierwsze takie wydarzenie w historii polskiego rynku towarzystw funduszy inwestycyjnych.